# 훙옌허 원자력 발전소
홍옌허 원자력 발전소(红沿河核电站)는 중화인민공화국랴오닝성와팡뎬시 둥강진에 위치한다.
이 부지는 다롄시의 지급시 내에 있으며, 다롄시 중심부에서 북쪽으로 104 킬로미터 (65 mi) 떨어져 있다. 첫 번째 호기는 2013년 6월에 상업 운전을 시작했다.
1단계는 4기의 CPR-1000 원자로로 구성되며, 이는 중국이 다야베이 원자력 발전소의 프라마톰 설계 PWR에서 개발한 설계이다.
2단계는 CPR-1000의 추가 개발인 2기의 ACPR1000 원자로의 첫 번째 건설이다. 이 원자로는 추가 안전 조치로 코어 캐처와 이중 격납 용기를 포함할 것이다.

## 진행
이 프로젝트는 2006년 4월 중화인민공화국 국가발전개혁위원회의 승인을 받았으며, 첫 두 호기에 230억 런민비가 소요될 것으로 예상되었다. 비용은 China Power Investment Corporation, China General Nuclear Power Group 및 두 개의 랴오닝 회사 간에 분담될 것이다. 합작 투자 회사인 랴오닝 홍옌허 원자력 발전 유한회사는 건설을 관리하고 가동되면 발전소의 운영자가 될 것이다. 운영자는 China Power Investment Corporation (현재 국영 전력 투자 공사), China General Nuclear Power Group 및 다롄 건설 투자 그룹의 45–45–10 합작 투자 회사이다.
건설은 2006년 여름에 두 개의 큰 구덩이를 굴착하면서 시작되었으며, 이 구덩이에는 원자로가 설치되고 그 주위에 격납 용기가 건설될 것이다. 첫 번째 호기의 '첫 콘크리트 타설'은 2007년 8월에 이루어졌다. 2단계의 1000 MWe CPR-1000 가압수형 원자로 건설을 시작하기 위한 '기공식'은 2010년 7월 28일에 개최되었다.
2013년 2월 17일 홍옌허 1호기가 그리드에 연결되었으며, 2013년 1월 16일에 임계 시험을 시작했다. 6월 6일에 상업 운전을 시작했다.
2013년 11월 23일 홍옌허 2호기가 그리드에 연결되었다.
홍옌허 4호기는 2016년 3월 5일에 첫 임계에 도달했으며, 2016년 4월 1일에 그리드에 연결되었고, 2016년 9월 20일에 상업 운전을 시작했다.
홍옌허 원자력 발전소는 2022년 6월 24일에 총 설치 용량 6,710 MW로 완전 가동 용량에 도달했다.

## 원자로 데이터
홍옌허 원자력 발전소는 6개의 가동 원자로로 구성된다.
| 호기     | 유형 / 모델    | 순 전기 출력 | 총 전기 출력 | 열 출력 | 건설 시작 | 첫 임계    | 그리드 연결 | 운전 시작  | 비고                        |
| -------- | -------------- | ------------ | ------------ | ------- | --------- | ---------- | ----------- | ---------- | --------------------------- |
| 1단계    |                |              |              |         |           |            |             |            |                             |
| 홍옌허 1 | PWR / CPR-1000 | 1061 MW      | 1119 MW      | 2905 MW | 2007-7-18 | 2013-1-16  | 2013-2-17   | 2013-6-6   | [ 12 ]                      |
| 홍옌허 2 | PWR / CPR-1000 | 1061 MW      | 1119 MW      | 2905 MW | 2008-3-28 | 2013-10-24 | 2013-11-23  | 2014-5-13  | [ 13 ]                      |
| 홍옌허 3 | PWR / CPR-1000 | 1061 MW      | 1119 MW      | 2905 MW | 2009-3-7  | 2014-10-27 | 2015-3-23   | 2015-8-16  | [ 14 ] [ 15 ]               |
| 홍옌허 4 | PWR / CPR-1000 | 1061 MW      | 1119 MW      | 2905 MW | 2009-8-15 | 2016-3-5   | 2016-4-1    | 2016-6-8   | [ 10 ] [ 16 ]               |
| 2단계    |                |              |              |         |           |            |             |            |                             |
| 홍옌허 5 | PWR / ACPR1000 | 1061 MW      | 1119 MW      | 2905 MW | 2015-3-29 | 2021-06-13 | 2021-06-25  | 2021-7-31  | [ 17 ] [ 18 ] [ 19 ] [ 20 ] |
| 홍옌허 6 | PWR / ACPR1000 | 1061 MW      | 1119 MW      | 2905 MW | 2015-6-24 | 2022-04-21 | 2022-05-02  | 2022-06-23 | [ 21 ] [ 19 ] [ 22 ]        |